# Sidhi
Sidhi è una suddivisione dell'India, classificata come municipality, di 45.664 abitanti, capoluogo del distretto di Sidhi, nello stato federato del Madhya Pradesh. In base al numero di abitanti la città rientra nella classe III (da 20.000 a 49.999 persone).

## Geografia fisica
La città è situata a 24° 25' 0 N e 81° 52' 60 E e ha un'altitudine di 271 m s.l.m..

## Società

### Evoluzione demografica
Al censimento del 2001 la popolazione di Sidhi assommava a 45.664 persone, delle quali 24.872 maschi e 20.792 femmine. I bambini di età inferiore o uguale ai sei anni assommavano a 6.706, dei quali 3.542 maschi e 3.164 femmine. Infine, coloro che erano in grado di saper almeno leggere e scrivere erano 31.602, dei quali 19.110 maschi e 12.492 femmine.